# NHL Draft 2010
El NHL Draft 2010 fue el 48.º NHL Draft de la historia. Fue celebrado los días 25 y 26 de junio de 2010, en el Staples Center de Los Ángeles, pabellón usual de Los Angeles Kings, siendo la primera vez que se celebra un Draft en esta ciudad.

## Lotería
La lotería del NHL Draft 2010 se celebró el 13 de abril de 2010, manteniéndose en el sorteo la clasificación final de la temporada 2009-2010, y atribuyendo la primera elección al peor equipo de esa campaña, los Edmonton Oilers

## Elecciones por ronda
* = All-Star. Jugadores que han sido seleccionados para el partido de los All-Star a lo largo de su carrera, como mínimo 1 vez.
Rondas del draft:
Primera Ronda |
Segunda Ronda |
Tercera Ronda |
Cuarta Ronda |
Quinta Ronda |
Sexta Ronda |
Séptima Ronda
Leyenda de las posiciones

C Centro | D | Defensa | F Extremo | G Portero | LW Extremo izquierdo | RW Extremo derecho

### Primera Ronda
| Elección # | Jugador              | Nacionalidad   | Posición | Equipo destino                                     | Equipo origen              | Liga origen                           |
| ---------- | -------------------- | -------------- | -------- | -------------------------------------------------- | -------------------------- | ------------------------------------- |
| 1          | Taylor Hall          | Canadá         | LW       | Edmonton Oilers                                    | Windsor Spitfires          | Ontario Hockey League                 |
| 2          | Tyler Seguin*        | Canadá         | C        | Boston Bruins (desde Toronto)1                     | Plymouth Whalers           | Ontario Hockey League                 |
| 3          | Erik Gudbranson      | Canadá         | D        | Florida Panthers                                   | Kingston Frontenacs        | Ontario Hockey League                 |
| 4          | Ryan Johansen        | Canadá         | C        | Columbus Blue Jackets                              | Portland Winterhawks       | Western Hockey League                 |
| 5          | Nino Niederreiter    | Suiza          | LW       | New York Islanders                                 | Portland Winterhawks       | Western Hockey League                 |
| 6          | Brett Connolly       | Canadá         | RW       | Tampa Bay Lightning                                | Prince George Cougars      | Western Hockey League                 |
| 7          | Jeff Skinner*        | Canadá         | C        | Carolina Hurricanes                                | Kitchener Rangers          | Ontario Hockey League                 |
| 8          | Aleksandr Burmistrov | Rusia          | C        | Atlanta Thrashers                                  | Barrie Colts               | Ontario Hockey League                 |
| 9          | Mikael Granlund      | Finlandia      | C        | Minnesota Wild                                     | HIFK                       | SM-Liiga                              |
| 10         | Dylan McIlrath       | Canadá         | D        | New York Rangers                                   | Moose Jaw Warriors         | Western Hockey League                 |
| 11         | Jack Campbell        | Estados Unidos | G        | Dallas Stars                                       | U.S. National U-18 Team    | United States Hockey League           |
| 12         | Cam Fowler           | Estados Unidos | D        | Anaheim Ducks                                      | Windsor Spitfires          | Ontario Hockey League                 |
| 13         | Brandon Gormley      | Canadá         | D        | Phoenix Coyotes (desde Calgary)2                   | Moncton Wildcats           | Quebec Major Junior Hockey League     |
| 14         | Jaden Schwartz       | Canadá         | C        | St. Louis Blues                                    | Tri-City Storm             | United States Hockey League           |
| 15         | Derek Forbort        | Estados Unidos | D        | Los Angeles Kings (desde Boston vía Florida)3      | U.S. National U-18 Team    | United States Hockey League           |
| 16         | Vladimir Tarasenko   | Rusia          | C        | St. Louis Blues (desde Ottawa)4                    | HC Sibir Novosibirsk       | Kontinental Hockey League             |
| 17         | Joey Hishon          | Canadá         | C        | Colorado Avalanche                                 | Owen Sound Attack          | Ontario Hockey League                 |
| 18         | Austin Watson        | Estados Unidos | RW       | Nashville Predators                                | Peterborough Petes         | Ontario Hockey League                 |
| 19         | Nick Bjugstad        | Estados Unidos | C        | Florida Panthers (desde Los Angeles)5              | Blaine High School         | United States High School-MN          |
| 20         | Beau Bennett         | Estados Unidos | RW       | Pittsburgh Penguins                                | Penticton Vees             | British Columbia Hockey League        |
| 21         | Riley Sheahan        | Canadá         | C        | Detroit Red Wings                                  | University of Notre Dame   | Central Collegiate Hockey Association |
| 22         | Jarred Tinordi       | Estados Unidos | D        | Montreal Canadiens (desde Phoenix)6                | U.S. National U-18 Team    | United States Hockey League           |
| 23         | Mark Pysyk           | Canadá         | D        | Buffalo Sabres                                     | Edmonton Oil Kings         | Western Hockey League                 |
| 24         | Kevin Hayes          | Estados Unidos | RW       | Chicago Blackhawks (desde New Jersey vía Atlanta)7 | Noble and Greenough School | United States High School-MA          |
| 25         | Quinton Howden       | Canadá         | LW       | Florida Panthers (desde Vancouver)8                | Moose Jaw Warriors         | Western Hockey League                 |
| 26         | Evgeny Kuznetsov     | Rusia          | C        | Washington Capitals                                | Traktor Chelyabinsk        | Kontinental Hockey League             |
| 27         | Mark Visentin        | Canadá         | G        | Phoenix Coyotes (desde Montreal)9                  | Niagara Ice Dogs           | Ontario Hockey League                 |
| 28         | Charlie Coyle        | Estados Unidos | C/RW     | San Jose Sharks                                    | South Shore Kings          | Eastern Junior Hockey League          |
| 29         | Emerson Etem         | Estados Unidos | RW       | Anaheim Ducks (desde Philadelphia)10               | Medicine Hat Tigers        | Western Hockey League                 |
| 30         | Brock Nelson         | Estados Unidos | C        | New York Islanders (desde Chicago)11               | Warroad High School        | United States High School-MN          |

#### Datos Primera ronda
1. Elección según lo pactado el 18 de septiembre de 2009, en el traspaso entre Toronto Maple Leafs y Boston Bruins. Boston recibió la primera ronda del NHL Draft 2010 (elección #2) y segunda ronda del NHL Draft 2010 (elección #32), y la primera ronda del NHL Draft 2011 a cambio de Phil Kessel.
2. Elección según lo pactado el 4 de marzo de 2009, en el traspaso entre Calgary Flames y Phoenix Coyotes.  Calgary recibió la tercera ronda del NHL Draft 2009 (elección #67) y Olli Jokinen a cambio de Matthew Lombardi, Brandon Prust y la primera ronda del NHL Draft 2010 (elección #13).
3. Elección según lo pactado el 25 de junio de 2010, en el traspaso entre Los Angeles Kings y Florida Panthers. Los Angeles recibió la primera ronda del NHL Draft 2010 (elección #15) a cambio de la primera ronda del NHL Draft 2010 (elección #19) y la segunda ronda del NHL Draft 2010 (elección #59).
Previamente, y según lo pactado el 22 de junio de 2010, en el traspaso entre Boston Bruins y Florida Panthres. Boston recibió a Nathan Horton y Gregory Campbell a cambio de Dennis Wideman, la primera ronda del NHL Draft 2010 (elección #15) y la tercera ronda del NHL Draft 2011.
4. Elección según lo pactado el 25 de junio de 2010, en el traspaso entre Ottawa Senators y Saint Louis Blues. Ottawa recibió a David Rundblad a cambio de la primera ronda del NHL Draft 2010 (elección #16).
5. Elección según lo pactado el 25 de junio de 2010, en el traspaso entre Los Angeles Kings y Florida Panthers. Florida recibió la primera ronda del NHL Draft 2010 (elección #19) y la segunda ronda del NHL Draft 2010 (elección #59) a cambio de la primera ronda del NHL Draft 2010 (elección #15).
6. Elección según lo pactado el 25 de junio de 2010, en el traspaso entre Phoenix Coyotes y Montreal Canadiens. Phoenix recibió la primera ronda del NHL Draft 2010 (elección #22) y la cuarta ronda del NHL Draft 2010 (elección #113) a cambio de la primera ronda del NHL Draft 2010 (elección #27) y la segunda ronda del NHL Draft 2010 (elección #57).
7. Elección según lo pactado el 24 de junio de 2010, en el traspaso entre Chicago Blackhawks y Atlanta Trashers. Chicago recibió a Marty Reasoner, Joseph Crabb, Jeremy Morin, la primera ronda del NHL Draft 2010 (elección #24) y la segunda ronda del NHL Draft 2010 (elección #54) a cambio de Dustin Byfuglien, Ben Eager, Brent Sopel y Akim Aliu.
Previamente, y según lo pactado el 4 de febrero de 2010, en el traspaso entre New Jersey Devils y Atlanta Trashers. New Jersey recibió a Ilya Kovalchuk, Anssi Salmela y la segunda ronda del NHL Draft 2010 (elección #38) a cambio de Niclas Bergfors, Johnny Oduya, Patrice Cormier, la primera ronda del NHL Draft 2010 (elección #24) y la segunda ronda del NHL Draft 2010 (elección #54).
8. Elección según lo pactado el 25 de junio de 2010, en el traspaso entre Florida Panthers y Vancouver Canucks. Vancouver recibió a Keith Ballard y Victor Oreskovich a cambio de Steve Bernier, Michael Grabner y la primera ronda del NHL Draft 2010 (elección #25).
9. Elección según lo pactado el 25 de junio de 2010, en el traspaso entre Montreal Canadiens y Phoenix Coyotes. Montreal recibió la primera ronda del NHL Draft 2010 (elección #27) y la segunda ronda del NHL Draft 2010 (elección #57) a cambio de la primera ronda del NHL Draft 2010 (elección #22) y la cuarta ronda del NHL Draft 2010 (elección #113).
10. Elección según lo pactado el 26 de junio de 2009, en el traspaso entre Philadelphia Flyers y Anaheim Ducks. Anaheim recibió a Joffrey Lupul, Luca Sbisa, la primera ronda del NHL Draft 2009 (elección #21), la primera ronda del NHL Draft 2010 (elección #29) y la tercera ronda del NHL Draft 2011 a cambio de Chris Pronger y Ryan Dingle.
11. Elección según lo pactado el 25 de junio de 2010, en el traspaso entre Chicago Blackhawks y New York Islanders. New York recibió la primera ronda del NHL Draft 2010 (elección #30) a cambio de dos segundas ronda del NHL Draft 2010 (elección #35) y (elección #58).

### Segunda Ronda
| Elección # | Jugador             | Nacionalidad    | Posición | Equipo destino                                                  | Equipo origen                       | Liga origen                           |
| ---------- | ------------------- | --------------- | -------- | --------------------------------------------------------------- | ----------------------------------- | ------------------------------------- |
| 31         | Tyler Pitlick       | Estados Unidos  | C        | Edmonton Oilers                                                 | Minnesota State University, Mankato | Western Collegiate Hockey Association |
| 32         | Jared Knight        | Estados Unidos  | C        | Boston Bruins (desde Toronto vía Montreal, Chicago y Toronto)1  | London Knights                      | Ontario Hockey League                 |
| 33         | John McFarland      | Canadá          | C        | Florida Panthers                                                | Sudbury Wolves                      | Ontario Hockey League                 |
| 34         | Dalton Smith        | Canadá          | LW       | Columbus Blue Jackets                                           | Ottawa 67's                         | Ontario Hockey League                 |
| 35         | Ludvig Rensfeldt    | Suecia          | C        | Chicago Blackhawks (desde NY Islanders)2                        | Brynäs IF                           | J20 SuperElit                         |
| 36         | Alexander Petrovic  | Canadá          | D        | Florida Panthers (desde Tampa Bay vía Boston)3                  | Red Deer Rebels                     | Western Hockey League                 |
| 37         | Justin Faulk        | Estados Unidos  | D        | Carolina Hurricanes                                             | U.S. National U-18 Team             | United States Hockey League           |
| 38         | Jon Merrill         | Estados Unidos  | D        | New Jersey Devils (desde Atlanta)4                              | U.S. National U-18 Team             | United States Hockey League           |
| 39         | Brett Bulmer        | Canadá          | RW       | Minnesota Wild                                                  | Kelowna Rockets                     | Western Hockey League                 |
| 40         | Christian Thomas    | Canadá          | RW       | New York Rangers                                                | Oshawa Generals                     | Ontario Hockey League                 |
| 41         | Patrik Nemeth       | Suecia          | D        | Dallas Stars                                                    | AIK                                 | J20 SuperElit                         |
| 42         | Devante Smith-Pelly | Canadá          | RW       | Anaheim Ducks                                                   | Mississauga St. Michael's Majors    | Ontario Hockey League                 |
| 43         | Bradley Ross        | Canadá          | LW       | Toronto Maple Leafs (desde Calgary vía Chicago)5                | Portland Winterhawks                | Western Hockey League                 |
| 44         | Sebastian Wannstrom | Suecia          | C        | St. Louis Blues                                                 | Brynäs IF                           | J20 SuperElit                         |
| 45         | Ryan Spooner        | Canadá          | C        | Boston Bruins                                                   | Peterborough Petes                  | Ontario Hockey League                 |
| 46         | Martin Marincin     | Eslovaquia      | D        | Edmonton Oilers (desde Ottawa vía Carolina)6                    | HC Košice                           | Slovak Extraliga                      |
| 47         | Tyler Toffoli       | Canadá          | RW       | Los Angeles Kings (desde Colorado)7                             | Ottawa 67's                         | Ontario Hockey League                 |
| 48         | Curtis Hamilton     | Canadá          | LW       | Edmonton Oilers (desde Nashville)8                              | Saskatoon Blades                    | Western Hockey League                 |
| 49         | Calvin Pickard      | Canadá          | G        | Colorado Avalanche (desde Los Angeles)9                         | Seattle Thunderbirds                | Western Hockey League                 |
| 50         | Connor Brickley     | Estados Unidos  | C        | Florida Panthers (desde Pittsburgh)10                           | Des Moines Buccaneers               | United States Hockey League           |
| 51         | Calle Jarnkrok      | Suecia          | C        | Detroit Red Wings                                               | Brynäs IF                           | Elitserien                            |
| 52         | Philip Lane         | Estados Unidos  | RW       | Phoenix Coyotes                                                 | Brampton Battalion                  | Ontario Hockey League                 |
| 53         | Mark Alt            | Estados Unidos  | D        | Carolina Hurricanes (desde Buffalo vía San Jose)11              | Cretin-Derham Hall                  | United States High School-MN          |
| 54         | Justin Holl         | Estados Unidos  | D        | Chicago Blackhawks (desde New Jersey vía Atlanta)12             | Omaha Lancers                       | United States Hockey League           |
| 55         | Petr Straka         | República Checa | F        | Columbus Blue Jackets (desde Vancouver vía Buffalo)13           | Rimouski Océanic                    | Quebec Major Junior Hockey League     |
| 56         | Johan Larsson       | Suecia          | C        | Minnesota Wild (desde Washington)14                             | Brynäs IF                           | J20 SuperElit                         |
| 57         | Oscar Lindberg      | Suecia          | C        | Phoenix Coyotes (desde Montreal)15                              | Skellefteå AIK                      | Elitserien                            |
| 58         | Kent Simpson        | Canadá          | G        | Chicago Blackhawks (desde San Jose vía Ottawa y NY Islanders)16 | Everett Silvertips                  | Western Hockey League                 |
| 59         | Jason Zucker        | Estados Unidos  | RW       | Minnesota Wild (desde Philadelphia vía Los Angeles y Florida)17 | U.S. National U-18 Team             | United States Hockey League           |
| 60         | Stephen Johns       | Estados Unidos  | D        | Chicago Blackhawks                                              | U.S. National U-18 Team             | United States Hockey League           |

#### Datos Segunda ronda
1. Elección según lo pactado el 18 de septiembre de 2009, en el traspaso entre Toronto Maple Leafs y Boston Bruins. Boston recibió la primera ronda del NHL Draft 2010 (elección #2) y segunda ronda del NHL Draft 2010 (elección #32), y la primera ronda del NHL Draft 2011 a cambio de Phil Kessel
Previamente, y según lo pactado el 5 de septiembre de 2009, en el traspaso entre Toronto Maple Leafs y Chicago Blackhawks. Chicago recibió la segunda ronda del NHL Draft 2011, la tercera ronda del NHL Draft 2011 a cambio de la segunda ronda del NHL Draft 2010 (elección #32)
Previamente, y según lo pactado el 12 de septiembre de 2008, en el traspaso entre Chicago Blackhawks y Montreal Canadiens. Montreal recibió a Robert Lang a cambio de la segunda ronda del NHL Draft 2010 (elección #32).
Previamente, y según lo pactado el 3 de julio de 2008, en el traspaso entre Montreal Canadiens y Toronto Maple Leafs. Toronto recibió a Mikhail Grabovski a cambio de la segunda ronda del NHL Draft 2010 (elección #32).
2. Elección según lo pactado el 25 de junio de 2010, en el traspaso entre Chicago Blackhawks y New York Islanders. New York recibió la primera ronda del NHL Draft 2010 (elección #30) a cambio de dos segundas ronda del NHL Draft 2010 (elección #35) y (elección #58).
3. Elección según lo pactado el 3 de marzo de 2010, en el traspaso entre Florida Panthers y Boston Bruins. Boston recibió a Dennis Seidenberg y Matthew Bartkowski a cambio de Craig Weller, Byron Bitz y la segunda ronda del NHL Draft 2010 (elección #36).
Previamente, y según lo pactado el 4 de marzo de 2009, en el traspaso entre Boston Bruins y Tampa Bay Lightning. Tampa Bay recibió a Matt Lashoff y Martins Karsums a cambio de la segunda ronda del NHL Draft 2010 (elección #36).
4. Elección según lo pactado el 4 de febrero de 2010, en el traspaso entre New Jersey Devils y Atlanta Trashers. New Jersey recibió a Ilya Kovalchuk, Anssi Salmela y la segunda ronda del NHL Draft 2010 (elección #38) a cambio de Niclas Bergfors, Johnny Oduya, Patrice Cormier, la primera ronda del NHL Draft 2010 (elección #24) y la segunda ronda del NHL Draft 2010 (elección #54).
5. Elección según lo pactado el 26 de junio de 2010, en el traspaso entre Toronto Maple Leafs y Chicago Blackhawks. Chicago recibió a Jimmy Hayes a cambio de la segunda ronda del NHL Draft 2010 (elección #43).
Previamente, y según lo pactado el 1 de julio de 2008, en el traspaso entre Chicago Blackhawks y Calgary Flames. Calgary recibió a Rene Bourque a cambio de la segunda ronda del NHL Draft 2010 (elección #43).
6. Elección según lo pactado el 26 de junio de 2010, en el traspaso entre Edmonton Oilers y Carolina Hurricanes. Carolina recibió a Riley Nash a cambio de la segunda ronda del NHL Draft 2010 (elección #46).
Previamente, y según lo pactado el 12 de febrero de 2010, en el traspaso entre Carolina Hurricanes y Ottawa Senators. Ottawa recibió a Matt Cullen a cambio de Alexander R. Picard y la segunda ronda del NHL Draft 2010 (elección #46).
7. Elección según lo pactado el 26 de junio de 2010, en el traspaso entre Los Angeles Kings y Colorado Avalanche. Colorado recibió la segunda ronda del NHL Draft 2010 (elección #47) a cambio de la segunda ronda del NHL Draft 2010 (elección #49) y la cuarta ronda del NHL Draft 2010 (elección #109).
8. Elección según lo pactado el 1 de marzo de 2010, en el traspaso entre Edmonton Oilers y Nashville Predators. Nashville recibió a Denis Grebeshkov a cambio de la segunda ronda del NHL Draft 2010 (elección #48).
9. Elección según lo pactado el 26 de junio de 2010, en el traspaso entre Los Angeles Kings y Colorado Avalanche. Colorado recibió la segunda ronda del NHL Draft 2010 (elección #47) a cambio de la segunda ronda del NHL Draft 2010 (elección #49) y la cuarta ronda del NHL Draft 2010 (elección #109).
10. Elección según lo pactado el 1 de marzo de 2010, en el traspaso entre Florida Panthers y Pittsburgh Penguins. Pittsburgh recibió a Jordan Leopold a cambio de la segunda ronda del NHL Draft 2010 (elección #50).
11. Elección según lo pactado el 7 de febrero de 2010, en el traspaso entre Carolina Hurricanes y San Jose Sharks. San Jose recibió a Niclas Wallin y la quinta ronda del NHL Draft 2010 (elección #127) a cambio de la segunda ronda del NHL Draft 2010 (elección #53).
Previamente, y según lo pactado el 4 de julio de 2008, en el traspaso entre San Jose Sharks y Buffalo Sabres. Buffalo recibió a Craig Rivet y la séptima ronda del NHL Draft 2010 (elección #208) a cambio de la segunda ronda del NHL Draft 2009 (elección #43) y la segunda ronda del NHL Draft 2010 (elección #53).
12. Elección según lo pactado el 24 de junio de 2010, en el traspaso entre Chicago Blackhawks y Atlanta Trashers. Chicago recibió a Marty Reasoner, Joseph Crabb, Jeremy Morin, la primera ronda del NHL Draft 2010 (elección #24) y la segunda ronda del NHL Draft 2010 (elección #54) a cambio de Dustin Byfuglien, Ben Eager, Brent Sopel y Akim Aliu.
Previamente, y según lo pactado el 4 de febrero de 2010, en el traspaso entre New Jersey Devils y Atlanta Trashers. New Jersey recibió a Ilya Kovalchuk, Anssi Salmela y la segunda ronda del NHL Draft 2010 (elección #38) a cambio de Niclas Bergfors, Johnny Oduya, Patrice Cormier, la primera ronda del NHL Draft 2010 (elección #24) y la segunda ronda del NHL Draft 2010 (elección #54).
13. Elección según lo pactado el 3 de marzo de 2010, en el traspaso entre Buffalo Sabres y Columbus Blue Jackets. Columbus recibió a Nathan Paetsch y la segunda ronda del NHL Draft 2010 (elección #55) a cambio de Raffi Torres.
Previamente, y según lo pactado el 4 de julio de 2008, en el traspaso entre Buffalo Sabres y Vancouver Canucks. Vancouver recibió a Steve Bernier a cambio de la tercera ronda del NHL Draft 2009 (elección #66) y la segunda ronda del NHL Draft 2010 (elección #55).
14. Elección según lo pactado el 3 de marzo de 2010, en el traspaso entre Minnesota Wild y Washington Capitals. Washington recibió a Eric Belanger a cambio de la segunda ronda del NHL Draft 2010 (elección #56).
15. Elección según lo pactado el 25 de junio de 2010, en el traspaso entre Phoenix Coyotes y Montreal Canadiens. Phoenix recibió la primera ronda del NHL Draft 2010 (elección #22) y la cuarta ronda del NHL Draft 2010 (elección #113) a cambio de la primera ronda del NHL Draft 2010 (elección #27) y la segunda ronda del NHL Draft 2010 (elección #57).
16. Elección según lo pactado el 25 de junio de 2010, en el traspaso entre Chicago Blackhawks y New York Islanders. New York recibió la primera ronda del NHL Draft 2010 (elección #30) a cambio de dos segundas ronda del NHL Draft 2010 (#elección 35) y (elección #58).
Previamente, y según lo pactado el 2 de marzo de 2010, en el traspaso entre New York Islanders y Ottawa Senators. Ottawa recibió a Andy Sutton a cambio de la segunda ronda del NHL Draft 2010 (elección #58).
Previamente, y según lo pactado el 12 de septiembre de 2009, en el traspaso entre Ottawa Senators y San Jose Sharks. San Jose recibió a Dany Heatly y la quinta ronda del NHL Draft 2010 (elección #136) a cambio de Milan Michalek, Jonathan Chechoo y la segunda ronda del NHL Draft 2010 (elección #58).
17. Elección según lo pactado el 26 de junio de 2010, en el traspaso entre Minnesota Wild y Florida Panthers. Florida recibió la tercera ronda del NHL Draft 2010 (elección #69) y la cuarta ronda del NHL Draft 2010 (elección #99) a cambio de la segunda ronda del NHL Draft 2010 (elección #59).
Previamente, y según lo pactado el 25 de junio de 2010, en el traspaso entre Florida Panthers y Los Angeles Kings. Los Angeles recibió la primera ronda del NHL Draft 2010 (elección #15) a cambio de la primera ronda del NHL Draft 2010 (elección #19) y la segunda ronda del NHL Draft 2010 (elección #59).
Previamente, y según lo pactado el 1 de julio de 2008, en el traspaso entre Los Angeles Kings y Philadelphia Flyers. Philadelphia recibió a Patrik Hersley y Ned Lukacevic a cambio de Denis Gauthier y la segunda ronda del NHL Draft 2010 (elección #59).

### Tercera Ronda
| Elección # | Jugador               | Nacionalidad    | Posición | Equipo destino                                       | Equipo origen               | Liga origen                       |
| ---------- | --------------------- | --------------- | -------- | ---------------------------------------------------- | --------------------------- | --------------------------------- |
| 61         | Ryan Martindale       | Canadá          | C        | Edmonton Oilers                                      | Ottawa 67's                 | Ontario Hockey League             |
| 62         | Greg McKegg           | Canadá          | C        | Toronto Maple Leafs                                  | Erie Otters                 | Ontario Hockey League             |
| 63         | Brock Beukeboom       | Canadá          | D        | Tampa Bay Lightning (desde Florida vía Los Angeles)1 | Sault Ste. Marie Greyhounds | Ontario Hockey League             |
| 64         | Maxwell Reinhart      | Canadá          | C        | Calgary Flames (desde Columbus)2                     | Kootenay Ice                | Western Hockey League             |
| 65         | Kirill Kabanov        | Rusia           | LW       | New York Islanders                                   | Moncton Wildcats            | Quebec Major Junior Hockey League |
| 66         | Radko Gudas           | República Checa | D        | Tampa Bay Lightning                                  | Everett Silvertips          | Western Hockey League             |
| 67         | Danny Biega           | Canadá          | D        | Carolina Hurricanes                                  | Harvard Crimson             | ECAC Hockey                       |
| 68         | Jerome Gauthier-Leduc | Canadá          | D        | Buffalo Sabres (desde Atlanta)3                      | Rouyn-Noranda Huskies       | Quebec Major Junior Hockey League |
| 69         | Joe Basaraba          | Canadá          | RW       | Florida Panthers (desde Minnesota)4                  | Shattuck-Saint Mary's       | United States High School-MN      |
| 70         | Jordan Weal           | Canadá          | C        | Los Angeles Kings (desde NY Rangers)5                | Regina Pats                 | Western Hockey League             |
| 71         | Michael Bournival     | Canadá          | LW       | Colorado Avalanche (desde Dallas)6                   | Shawinigan Cataractes       | Quebec Major Junior Hockey League |
| 72         | Adam Janosik          | Eslovaquia      | D        | Tampa Bay Lightning (desde Anaheim)7                 | Gatineau Olympiques         | Quebec Major Junior Hockey League |
| 73         | Joey Leach            | Canadá          | D        | Calgary Flames                                       | Kootenay Ice                | Western Hockey League             |
| 74         | Max Gardiner          | Estados Unidos  | C        | St. Louis Blues                                      | Minnetonka High School      | United States High School-MN      |
| 75         | Kevin Sundher         | Canadá          | C        | Buffalo Sabres (desde Boston)8                       | Chilliwack Bruins           | Western Hockey League             |
| 76         | Jakub Culek           | República Checa | LW       | Ottawa Senators                                      | Rimouski Océanic            | Quebec Major Junior Hockey League |
| 77         | Alexander Guptill     | Canadá          | LW       | Dallas Stars (desde Colorado)9                       | Orangeville Crushers        | Central Canadian Hockey League    |
| 78         | Taylor Aronson        | Estados Unidos  | D        | Nashville Predators                                  | Portland Winterhawks        | Western Hockey League             |
| 79         | Sondre Olden          | Noruega         | W        | Toronto Maple Leafs (desde Los Angeles) 10           | Modo Hockey                 | J20 SuperElit                     |
| 80         | Bryan Rust            | Estados Unidos  | RW       | Pittsburgh Penguins                                  | U.S. National U-18 Team     | United States Hockey League       |
| 81         | Louis-Marc Aubry      | Canadá          | C        | Detroit Red Wings                                    | Montreal Junior Hockey Club | Quebec Major Junior Hockey League |
| 82         | Jason Clark           | Estados Unidos  | LW/C     | New York Islanders (desde Phoenix)11                 | Shattuck-St. Mary's         | United States High School-MN      |
| 83         | Matt MacKenzie        | Canadá          | D        | Buffalo Sabres                                       | Calgary Hitmen              | Western Hockey League             |
| 84         | Scott Wedgewood       | Canadá          | G        | New Jersey Devils                                    | Plymouth Whalers            | Ontario Hockey League             |
| 85         | Austin Levi           | Estados Unidos  | D        | Carolina Hurricanes (desde Vancouver)12              | Plymouth Whalers            | Ontario Hockey League             |
| 86         | Stanislav Galiev      | Rusia           | RW       | Washington Capitals                                  | Saint John Sea Dogs         | Quebec Major Junior Hockey League |
| 87         | Julian Melchiori      | Canadá          | D        | Atlanta Thrashers (desde Montreal)13                 | Newmarket Hurricanes        | Central Canadian Hockey League    |
| 88         | Max Gaede             | Estados Unidos  | RW       | San Jose Sharks                                      | Woodbury High School        | United States High School-MN      |
| 89         | Michael Chaput        | Canadá          | C        | Philadelphia Flyers                                  | Lewiston Maineiacs          | Qebec Major Junior Hockey League  |
| 90         | Joakim Nordstrom      | Suecia          | C        | Chicago Blackhawks                                   | AIK                         | J20 SuperElit                     |

#### Datos Tercera ronda
1. Elección según lo pactado el 3 de marzo de 2010, en el traspaso entre Tampa Bay Lightning y Los Angeles Kings. Los Angeles recibió a Jeff Halpern a cambio de Teddy Purcell y la tercera ronda del NHL Draft 2010 (elección #63).
Previamente, y según lo pactado el 27 de junio de 2009, en el traspaso entre Los Angeles Kings y Florida Panthers. Florida recibió la cuarta ronda del NHL Draft 2009 (elección #107) y la quinta ronda del NHL Draft 2009 (elección #138) a cambio de la tercera ronda del NHL Draft 2010 (elección #63).
2. Elección según lo pactado el 28 de septiembre de 2009, en el traspaso entre Calgary Flames y Columbus Blue Jackets. Columbus recibió a Anton Stralman a cambio de la tercera ronda del NHL Draft 2010 (elección #64).
3. Elección según lo pactado el 3 de marzo de 2010, en el traspaso entre Buffalo Sabres y Atlanta Trashers. Atlanta recibió a Clarke MacArthur a cambio de la tercera ronda del NHL Draft 2010 (elección #68) y la cuarta ronda del NHL Draft 2010 (elección #98).
4. Elección según lo pactado el 26 de junio de 2010, en el traspaso entre Minnesota Wild y Florida Panthers. Florida recibió la tercera ronda del NHL Draft 2010 (elección #69) y la cuarta ronda del NHL Draft 2010 (elección #99) a cambio de la segunda ronda del NHL Draft 2010 (elección #59).
5. Elección según lo pactado el 27 de junio de 2009, en el traspaso entre Los Angeles Kings y New York Rangers. New York recibió a Brian Boyle a cambio de la tercera ronda del NHL Draft 2010 (elección #70).
6. Elección según lo pactado el 26 de junio de 2010, en el traspaso entre Colorado Avalanche y Dallas Stars. Dallas recibió la tercera ronda del NHL Draft 2010 (elección #77) y la cuarta ronda del NHL Draft 2010 (elección #109) a cambio de la tercera ronda del NHL Draft 2010 (elección #71).
7. Elección según lo pactado el 13 de agosto de 2009, en el traspaso entre Tampa Bay Lightning y Anaheim Ducks. Anaheim recibió a Evgeny Artyukhin a cambio de Drew Miller y la tercera ronda del NHL Draft 2010 (elección #72).
8. Elección según lo pactado el 20 de octubre de 2009, en el traspaso entre Buffalo Sabres y Boston Bruins. Boston recibió a Daniel Paille a cambio de la tercera ronda del NHL Draft 2010 (elección #75).
9. Elección según lo pactado el 26 de junio de 2010, en el traspaso entre Colorado Avalanche y Dallas Stars. Dallas recibió la tercera ronda del NHL Draft 2010 (elección #77) y la cuarta ronda del NHL Draft 2010 (elección #109) a cambio de la tercera ronda del NHL Draft 2010 (elección #71).
10. Elección según lo pactado el 26 de junio de 2010, en el traspaso entre Toronto Maple Leafs y Los Angeles Kings. Los Angeles recibió la tercera ronda del NHL Draft 2010 a cambio de la tercera ronda del NHL Draft 2010 (elección #79).
11. Elección según lo pactado el 27 de junio de 2009, en el traspaso entre New York Islanders y Phoenix Coyotes. Phoenix recibió la tercera ronda del NHL Draft 2009 (elección #62) a cambio de la tercera ronda del NHL Draft 2010 (elección #82).
12. Elección según lo pactado el 3 de marzo de 2010, en el traspaso entre Carolina Hurricanes y Vancouver Canucks. Vancouver recibió a Andrew Alberts a cambio de la tercera ronda del NHL Draft 2010 (elección #85).
13. Elección según lo pactado el 16 de febrero de 2009, en el traspaso entre Atlanta Trashers y Montreal Canadiens. Montreal recibió a Mathieu Schneider a cambio de la segunda ronda del NHL Draft 2009 (elección #45) y la tercera ronda del NHL Draft 2010 (elección #87).

### Cuarta Ronda
| Elección # | Jugador                   | Nacionalidad   | Posición | Equipo destino                                    | Equipo origen                     | Liga origen                           |
| ---------- | ------------------------- | -------------- | -------- | ------------------------------------------------- | --------------------------------- | ------------------------------------- |
| 91         | Jeremie Blain             | Canadá         | D        | Edmonton Oilers                                   | Acadie-Bathurst Titan             | Quebec Major Junior Hockey League     |
| 92         | Sam Brittain              | Canadá         | G        | Florida Panthers (desde Toronto)1                 | Canmore Eagles                    | Alberta Junior Hockey League          |
| 93         | Benjamin Gallacher        | Canadá         | D        | Florida Panthers                                  | Camrose Kodiaks                   | Alberta Junior Hockey League          |
| 94         | Brandon Archibald         | Estados Unidos | D        | Columbus Blue Jackets                             | Sault Ste. Marie Greyhounds       | Ontario Hockey League                 |
| 95         | Stephen Silas             | Canadá         | D        | Colorado Avalanche (desde NY Islanders)2          | Belleville Bulls                  | Ontario Hockey League                 |
| 96         | Geoffrey Schemitsch       | Canadá         | D        | Tampa Bay Lightning                               | Owen Sound Attack                 | Ontario Hockey League                 |
| 97         | Craig Cunningham          | Canadá         | LW       | Boston Bruins (desde Carolina)3                   | Vancouver Giants                  | Western Hockey League                 |
| 98         | Steven Shipley            | Canadá         | C        | Buffalo Sabres (desde Atlanta)4                   | Owen Sound Attack                 | Ontario Hockey League                 |
| 99         | Joonas Donskoi            | Finlandia      | RW       | Florida Panthers (desde Minnesota)5               | Oulun Kärpät                      | SM-liiga                              |
| 100        | Andrew Yogan              | Estados Unidos | C/LW     | New York Rangers                                  | Erie Otters                       | Ontario Hockey League                 |
| 101        | Ivan Telegin              | Rusia          | LW       | Atlanta Thrashers (desde Dallas)6                 | Saginaw Spirit                    | Ontario Hockey League                 |
| 102        | Mathieu Corbeil-Theriault | Canadá         | G        | Columbus Blue Jackets (desde Anaheim)7            | Halifax Mooseheads                | Quebec Major Junior Hockey League     |
| 103        | John Ramage               | Estados Unidos | D        | Calgary Flames                                    | Wisconsin Badgers                 | Western Collegiate Hockey Association |
| 104        | Jani Hakanpaa             | Finlandia      | D        | St. Louis Blues                                   | Kiekko-Vantaa                     | Jr. B SM-sarja                        |
| 105        | Justin Shugg              | Canadá         | LW       | Carolina Hurricanes (desde Boston vía Anaheim)8   | Windsor Spitfires                 | Ontario Hockey League                 |
| 106        | Marcus Sorensen           | Suecia         | RW       | Ottawa Senators                                   | Södertälje SK                     | J20 SuperElit                         |
| 107        | Sami Aittokallio          | Finlandia      | G        | Colorado Avalanche                                | Ilves                             | Jr. A SM-liiga                        |
| 108        | Bill Arnold               | Estados Unidos | C        | Calgary Flames (desde Nashville)9                 | U.S. National U-18 Team           | United States Hockey League           |
| 109        | Alex Theriau              | Canadá         | D        | Dallas Stars (desde Los Angeles vía Colorado)10   | Everett Silvertips                | Western Hockey League                 |
| 110        | Tom Kuhnhackl             | Alemania       | RW       | Pittsburgh Penguins                               | Landshut Cannibals                | 2nd Bundesliga                        |
| 111        | Teemu Pulkkinen           | Finlandia      | LW       | Detroit Red Wings                                 | Jokerit                           | SM-liiga                              |
| 112        | Philipp Grubauer          | Alemania       | G        | Washington Capitals (desde Phoenix vía Toronto)11 | Windsor Spitfires                 | Ontario Hockey League                 |
| 113        | Mark Macmillan            | Canadá         | F        | Montreal Canadiens (desde Buffalo vía Phoenix)12  | Alberni Valley Bulldogs           | British Columbia Hockey League        |
| 114        | Joe Faust                 | Estados Unidos | D        | New Jersey Devils                                 | Bloomington Jefferson High School | United States High School-MN          |
| 115        | Patrick McNally           | Estados Unidos | D        | Vancouver Canucks                                 | Milton Academy                    | United States High School-MA          |
| 116        | Petter Granberg           | Suecia         | D        | Toronto Maple Leafs (desde Washington)13          | Skellefteå AIK                    | J20 SuperElit                         |
| 117        | Morgan Ellis              | Canadá         | D        | Montreal Canadiens                                | Cape Breton Screaming Eagles      | Quebec Major Junior Hockey League     |
| 118        | James Mullin              | Estados Unidos | C/RW     | Tampa Bay Lightning (desde San Jose)14            | Shattuck-Saint Mary's             | United States High School-MN          |
| 119        | Tye McGinn                | Canadá         | LW       | Philadelphia Flyers                               | Gatineau Olympiques               | Quebec Major Junior Hockey League     |
| 120        | Rob Flick                 | Canadá         | C        | Chicago Blackhawks                                | Mississauga St. Micheals Majors   | Ontario Hockey League                 |

#### Datos Cuarta ronda
1. Elección según lo pactado el 2 de septiembre de 2008, en el traspaso entre Florida Panthers y Toronto Maple Leafs. Toronto recibió a Mike Van Ryn a cambio de Bryan McCabe y la cuarta ronda del NHL Draft 2010 (elección #92).
2. Elección según lo pactado el 26 de junio de 2010, en el traspaso entre Colorado Avalanche y New York Islanders. New York recibió la tercera ronda del NHL Draft 2011 a cambio de la cuarta ronda del NHL Draft 2010 (elección #95).
3. Elección según lo pactado el 24 de julio de 2009, en el traspaso entre Boston Bruins y Carolina Hurricanes. Carolina recibió a Aaron Ward a cambio de Patrick Eaves y la cuarta ronda del NHL Draft 2010 (elección #97).
4. Elección según lo pactado el 3 de marzo de 2010, en el traspaso entre Buffalo Sabres y Atlanta Trashers. Atlanta recibió aClarke MacArthur a cambio de la tercera ronda del NHL Draft 2010 (elección #68) y la cuarta ronda del NHL Draft 2010 (elección #98).
5. Elección según lo pactado el 26 de junio de 2010, en el traspaso entre Minnesota Wild y Florida Panthers. Florida recibió la tercera ronda del NHL Draft 2010 (elección #69) y la cuarta ronda del NHL Draft 2010 (elección #99) a cambio de la segunda ronda del NHL Draft 2010 (elección #59).
6. Elección según lo pactado el 9 de febrero de 2010, en el traspaso entre Atlanta Trashers y Dallas Stars. Dallas recibió a Kari Lehtonen a cambio de Ivan Vishnevskiy y la cuarta ronda del NHL Draft 2010 (elección #101).
7. Elección según lo pactado el 15 de julio de 2008, en el traspaso entre Columbus Blue Jackets y Anaheim Ducks. Anaheim recibió a Joakim Lindstrom a cambio de la cuarta ronda del NHL Draft 2010 (elección #102).
8. Elección según lo pactado el 3 de marzo de 2010, en el traspaso entre Carolina Hurricanes y Anaheim Ducks. Anaheim recibió a Aaron Ward a cambio de Justin Pogge y la cuarta ronda del NHL Draft 2010 (elección #105).
Previamente, y según lo pactado el 2 de marzo de 2010, en el traspaso entre Anaheim Ducks y Boston Bruins. Boston recibió a Steve Kampfer a cambio de la cuarta ronda del NHL Draft 2010 (elección #105).
9. Elección según lo pactado el 3 de marzo de 2010, en el traspaso entre Calgary Flames y Nashville Predators. Nashville recibió a Dustin Boyd a cambio de la cuarta ronda del NHL Draft 2010 (elección #108).
10. Elección según lo pactado el 26 de junio de 2010, en el traspaso entre Dallas Stars y Colorado Avalanche. Colorado recibió la tercera ronda del NHL Draft 2010 (elección #71) a cambio de la tercera ronda del NHL Draft 2010 (elección #77) y la cuarta ronda del NHL Draft 2010 (elección #109).
Previamente, y según lo pactado el 26 de junio de 2010, en el traspaso entre Colorado Avalanche y Los Angeles Kings. Los Angeles recibió la segunda ronda del NHL Draft 2010 (elección #47) a cambio de la segunda ronda del NHL Draft 2010 (elección #49) y la cuarta ronda del NHL Draft 2010 (elección #109).
11. Elección según lo pactado el 26 de junio de 2010, en el traspaso entre Washington Capitals y Toronto Maple Leafs. Toronto recibió la cuarta ronda del NHL Draft 2010 (elección #116) y la quinta ronda del NHL Draft 2010 (elección #146) a cambio de la cuarta ronda del NHL Draft 2010 (elección #112).
Previamente, y según lo pactado el 3 de marzo de 2010, en el traspaso entre Toronto Maple Leafs y Phoenix Coyotes. Phoenix recibió a Lee Stempniak a cambio de Matt Jones, la cuarta ronda del NHL Draft 2010 (elección #112) y la séptima ronda del NHL Draft 2010 (elección #202).
12. Elección según lo pactado el 25 de junio de 2010, en el traspaso entre Phoenix Coyotes y Montreal Canadiens. Phoenix recibió la primera ronda del NHL Draft 2010 (elección #22) y la cuarta ronda del NHL Draft 2010 (elección #113) a cambio de la primera ronda del NHL Draft 2010 (elección #27) y la segunda ronda del NHL Draft 2010 (elección #57).
Previamente, y según lo pactado el 4 de marzo de 2009, en el traspaso entre Phoenix Coyotes y Buffalo Sabres. Buffalo recibió a Mikel Tellqvist a cambio de la cuarta ronda del NHL Draft 2010 (elección #113).
13. Elección según lo pactado el 26 de junio de 2010, en el traspaso entre Toronto Maple Leafs y Washington Capitals. Washington recibió la cuarta ronda del NHL Draft 2010 (elección #112) a cambio de la cuarta ronda del NHL Draft 2010 (elección #116) y la quinta ronda del NHL Draft 2010 (elección #146).
14. Elección según lo pactado el 4 de julio de 2008, en el traspaso entre Tampa Bay Lightning y San Jose Sharks. San Joser recibió a Dan Boyle y Brad Lukowich a cambio de Matt Carle, Ty Wishart, la primera ronda del NHL Draft 2009 (elección #26) y la cuarta ronda del NHL Draft 2010 (elección #118).

### Quinta Ronda
| Elección # | Jugador                    | Nacionalidad           | Posición | Equipo destino                                  | Equipo origen                     | Liga origen                           |
| ---------- | -------------------------- | ---------------------- | -------- | ----------------------------------------------- | --------------------------------- | ------------------------------------- |
| 121        | Tyler Bunz                 | Canadá                 | G        | Edmonton Oilers                                 | Medicine Hat Tigers               | Western Hockey League                 |
| 122        | Christopher Wagner         | Estados Unidos         | RW       | Anaheim Ducks (desde Toronto)1                  | South Shore Kings                 | Eastern Junior Hockey League          |
| 123        | Zach Hyman                 | Canadá                 | C        | Florida Panthers                                | Hamilton Red Wings                | Central Canadian Hockey League        |
| 124        | Austin Madaisky            | Canadá                 | D        | Columbus Blue Jackets                           | Kamloops Blazers                  | Western Hockey League                 |
| 125        | Tony DeHart                | Estados Unidos         | D        | NY Islanders                                    | Oshawa Generals                   | Ontario Hockey League                 |
| 126        | Patrick Cehlin             | Suecia                 | RW       | Nashville Predators (desde Tampa Bay) 2         | Djurgårdens IF                    | Elitserien (Suecia)                   |
| 127        | Cody Ferriero              | Estados Unidos         | C        | San Jose Sharks (desde Carolina)3               | The Governor's Academy            | United States High School-MA          |
| 128        | Fredrik Pettersson-Wentzel | Suecia                 | G        | Atlanta Thrashers                               | Almtuna IS                        | Hockeyallsvenskan(Suecia)             |
| 129        | Freddie Hamilton           | Canadá                 | C        | San Jose Sharks (desde Minnesota)4              | Niagara IceDogs                   | Ontario Hockey League                 |
| 130        | Jason Wilson               | Canadá                 | RW       | New York Rangers                                | Owen Sound Attack                 | Ontario Hockey League                 |
| 131        | John Klingberg             | Suecia                 | D        | Dallas Stars                                    | Frölunda HC                       | J20 SuperElit (Suecia)                |
| 132        | Tim Heed                   | Suecia                 | D        | Anaheim Ducks                                   | Södertälje SK                     | Elitserien (Suecia)                   |
| 133        | Michael Ferland            | Canadá                 | LW       | Calgary Flames                                  | Brandon Wheat Kings               | Western Hockey League                 |
| 134        | Cody Beach                 | Canadá                 | RW       | St. Louis Blues                                 | Calgary Hitmen                    | Western Hockey League                 |
| 135        | Justin Florek              | Estados Unidos         | LW       | Boston Bruins                                   | Northern Michigan Wildcats        | Central Collegiate Hockey Association |
| 136        | Isaac Macleod              | Canadá                 | D        | San Jose Sharks (desde Ottawa) 5                | Penticton Vees                    | British Columbia Hockey League        |
| 137        | Troy Rutkowski             | Canadá                 | D        | Colorado Avalanche                              | Portland Winterhawks              | Western Hockey League                 |
| 138        | Louis Dominique            | Canadá                 | G        | Phoenix Coyotes (desde Nashville vía Carolina)6 | Quebec Ramparts                   | Quebec Major Junior Hockey League     |
| 139        | Luke Walker                | Estados Unidos/ Canadá | RW       | Colorado Avalanche (desde Los Angeles)7         | Portland Winterhawks              | Western Hockey League                 |
| 140        | Kenneth Agostino           | Estados Unidos         | LW       | Pittsburgh Penguins                             | Delbarton School                  | United States High School-NJ          |
| 141        | Petr Mrazek                | República Checa        | C        | Detroit Red Wings                               | Ottawa 67's                       | Ontario Hockey League                 |
| 142        | Caleb Herbert              | Estados Unidos         | C        | Washington Capitals (desde Phoenix)8            | Bloomington Jefferson High School | United States High School-MN          |
| 143        | Gregg Sutch                | Canadá                 | RW       | Buffalo Sabres                                  | Mississauga St. Michael's Majors  | Ontario Hockey League                 |
| 144        | Sam Carrick                | Canadá                 | RW       | Toronto Maple Leafs (desde New Jersey)9         | Brampton Battalion                | Ontario Hockey League                 |
| 145        | Adam Polasek               | República Checa        | D        | Vancouver Canucks                               | P.E.I. Rocket                     | Quebec Major Junior Hockey League     |
| 146        | Daniel Brodin              | Suecia                 | LW       | Toronto Maple Leafs (desde Washington)10        | Djurgårdens IF                    | Elitserien (Suecia)                   |
| 147        | Brendan Gallagher          | Canadá                 | RW       | Montreal Canadiens                              | Vancouver Giants                  | Western Hockey League                 |
| 148        | Kevin Gravel               | Estados Unidos         | D        | Los Angeles Kings (desde San Jose)11            | Sioux City Musketeers             | United States Hockey League           |
| 149        | Michael Parks              | Estados Unidos         | F        | Philadelphia Flyers                             | Cedar Rapids RoughRiders          | United States Hockey League           |
| 150        | Yasin Cisse                | Canadá                 | RW       | Atlanta Thrashers (desde Chicago)12             | Des Moines Buccaneers             | United States Hockey League           |

#### Datos Quinta ronda
1. Elección según lo pactado el 26 de junio de 2010, en el traspaso entre Anaheim Ducks y Toronto Maple Leafs. Toronto recibió a Mike Brown a cambio de la quinta ronda del NHL Draft 2010 (elección #122).
2. Elección según lo pactado el 27 de junio de 2009, en el traspaso entre Nashville Predators y Tampa Bay Lightning. Tampa recibió la tercera ronda del NHL Draft 2009 (elección #148) a cambio de la quinta ronda del NHL Draft 2010 (elección #126).
3. Elección según lo pactado el 7 de febrero de 2010, en el traspaso entre San Jose Sharks y Carolina Hurricanes. Carolina recibió la segunda ronda del NHL Draft 2010 (elección #53) a cambio de Niclas Wallin y la quinta ronda del NHL Draft 2010 (elección #127).
4. Elección según lo pactado el 21 de junio de 2010, en el traspaso entre San Jose Sharks y Minnesota Wild. Minnesota recibió a Brad Staubitz a cambio de la quinta ronda del NHL Draft 2010 (elección #129).
5. Elección según lo pactado el 12 de septiembre de 2009, en el traspaso entre San Jose Sharks y Ottawa Senators. Ottawa recibió a Milan Michalek, Jonathan Chechoo y la segunda ronda del NHL Draft 2010 (elección #58) a cambio de Dany Heatly y la quinta ronda del NHL Draft 2010 (elección #136).
6. Elección según lo pactado el 13 de mayo de 2010, en el traspaso entre Phoenix Coyotes y Carolina Hurricanes. Carolina recibió a Jared Steel a cambio de la quinta ronda del NHL Draft 2010 (elección #138).
Previamente, y según lo pactado el 19 de junio de 2008, en el traspaso entre Carolina Hurricanes y Nashville Predators. Nashville recibió la quinta ronda del NHL Draft 2009 (elección #148) a cambio de Darcy Hordichuk y la quinta ronda del NHL Draft 2010 (elección #138).
7. Elección según lo pactado el 3 de julio de 2009, en el traspaso entre Colorado Avalanche y Los Angeles Kings. Los Angeles recibió a Ryan Smyth a cambio de Tom Preissing, Kyle Quincey y la quinta ronda del NHL Draft 2010 (elección #139).
8. Elección según lo pactado el 27 de junio de 2009, en el traspaso entre Washington Capitals y Phoenix Coyotes. Phownix recibió a Sami Lepisto a cambio de la quinta ronda del NHL Draft 2010 (elección #142).
9. Elección según lo pactado el 3 de marzo de 2010, en el traspaso entre Toronto Maple Leafs y New Jersey Devils. New Jersey recibió a Martin Skoula a cambio de la quinta ronda del NHL Draft 2010 (elección #144).
10. Elección según lo pactado el 26 de junio de 2010, en el traspaso entre Toronto Maple Leafs y Washington Capitals. Washington recibió la cuarta ronda del NHL Draft 2010 (elección #112) a cambio de la cuarta ronda del NHL Draft 2010 (elección #116) y la quinta ronda del NHL Draft 2010 (elección #146).
11. Elección según lo pactado el 21 de junio de 2008, en el traspaso entre Los Angeles Kings y San Jose Sharks. San Jose recibió la cuarta ronda del NHL Draft 2008 (elección #92) a cambio de la cuarta ronda del NHL Draft 2009 (elección #117) y la quinta ronda del NHL Draft 2010 (elección #148).
12. Elección según lo pactado el 27 de junio de 2009, en el traspaso entre Atlanta Thrashers y Chicago Blackhawks. Chicago recibió la sexta ronda del NHL Draft 2009 (elección #177) a cambio de la quinta ronda del NHL Draft 2010 (elección #150).

### Sexta Ronda
| Elección # | Jugador             | Nacionalidad   | Posición | Equipo destino                                        | Equipo origen             | Liga origen                       |
| ---------- | ------------------- | -------------- | -------- | ----------------------------------------------------- | ------------------------- | --------------------------------- |
| 151        | Mirko Hoefflin      | Alemania       | C        | Chicago Blackhawks (desde Edmonton)1                  | Adler Mannheim            | 2nd Bundesliga (Alemania)         |
| 152        | Joe Rogalski        | Estados Unidos | D        | Pittsburgh Penguins (desde Toronto)2                  | Sarnia Sting              | Ontario Hockey League             |
| 153        | Corey Durocher      | Canadá         | C        | Florida Panthers                                      | Kingston Frontenacs       | Ontario Hockey League             |
| 154        | Dalton Prout        | Canadá         | D        | Columbus Blue Jackets                                 | Barrie Colts              | Ontario Hockey League             |
| 155        | Kendall McFaull     | Canadá         | D        | Atlanta Trashers (desde NY Islanders)3                | Moose Jaw Warriors        | Western Hockey League             |
| 156        | Brendan O'Donnell   | Canadá         | C        | Tampa Bay Lightning                                   | Winnipeg South Blues      | Manitoba Junior Hockey League     |
| 157        | Jasper Fasth        | Suecia         | RW       | NY Rangers (desde Carolina)4                          | HV17                      | J20 SuperElit (Suecia)            |
| 158        | Maxim Kitsyn        | Rusia          | LW       | Los Angeles Kings (desde Atlanta)5                    | Metallurg Novokuznetsk    | Kontinental Hockey League (Rusia) |
| 159        | Johan Gustafsson    | Suecia         | G        | Minnesota Wild                                        | Färjestad BK              | Elitserien (Suecia)               |
| 160        | Tanner Lane         | Estados Unidos | C        | Atlanta Trashers (desde NY Rangers vía NY Islanders)6 | Detroit Lakes High School | United States High School-MN      |
| 161        | Andreas Dahlstrom   | Suecia         | C        | Anaheim Ducks (desde Dallas)7                         | AIK                       | Hockeyallsvenskan (Suecia)        |
| 162        | Brandon Davidson    | Canadá         | D        | Edmonton Oilers (desde Anaheim)8                      | Regina Pats               | Western Hockey League             |
| 163        | Konrad Abeltshauser | Alemania       | D        | San Jose Sharks (desde Calgary)9                      | Halifax Mooseheads        | Quebec Major Junior Hockey League |
| 164        | Stephen MacAulay    | Canadá         | LW       | St. Louis Blues                                       | Saint John Sea Dogs       | Quebec Major Junior Hockey League |
| 165        | Zane Gothberg       | Estados Unidos | G        | Boston Bruins                                         | Lincoln High School       | United States High School-MN      |
| 166        | Drew Czerwonka      | Canadá         | LW       | Edmonton Oilers (desde Ottawa)10                      | Kootenay Ice              | Western Hockey League             |
| 167        | Tyler Stahl         | Canadá         | D        | Carolina Hurricanes (desde Colorado)11                | Chilliwack Bruins         | Western Hockey League             |
| 168        | Anthony Bitetto     | Estados Unidos | D        | Nashville Predators                                   | Indiana Ice               | United States Hockey League       |
| 169        | Sebastian Owuya     | Suecia         | D        | Atlanta Thrashers (desde Los Angeles)12               | Timrå IK                  | J20 SuperElit (Suecia)            |
| 170        | Reid McNeill        | Canadá         | D        | Pittsburgh Penguins                                   | London Knights            | Ontario Hockey League             |
| 171        | Brooks Macek        | Canadá         | C        | Detroit Red Wings                                     | Tri-City Americans        | Western Hockey League             |
| 172        | Alex Friesen        | Canadá         | C        | Vancouver Canucks (desde Phoenix)13                   | Niagara IceDogs           | Ontario Hockey League             |
| 173        | Cedrik Henley       | Canadá         | LW       | Buffalo Sabres                                        | Val-d'Or Foreurs          | Quebec Major Junior Hockey League |
| 174        | Maxime Clermont     | Canadá         | G        | New Jersey Devils                                     | Gatineau Olympiques       | Quebec Major Junior Hockey League |
| 175        | Jonathan Iilahti    | Finlandia      | G        | Vancouver Canucks                                     | Espoo Blues               | SM-Iiiga Jr. (Finlandia)          |
| 176        | Samuel Carrier      | Canadá         | RW       | Washington Capitals                                   | Lewinston Maineiacs       | Quebec Major Junior Hockey League |
| 177        | Kevin Lind          | Estados Unidos | D        | Anaheim Ducks (desde Montreal vía Pittsburgh)14       | Chicago Steel             | United States Hockey League       |
| 178        | Mark Stone          | Canadá         | RW       | Ottawa Senators (desde San Jose)15                    | Brandon Wheat Kings       | Western Hockey League             |
| 179        | Nicholas Luukko     | Estados Unidos | D        | Philadelphia Flyers                                   | The Gunnery               | United States High School-CT      |
| 180        | Nick Mattson        | Canadá         | D        | Chicago Blackhawks                                    | Indiana Ice               | United States Hockey League       |

#### Datos Sexta ronda
1. Elección según lo pactado el 24 de junio de 2010, en el traspaso entre Chicago Blackhawks y Edmonton Oilers. Edmonton recibió aCollin Fraser a cambio de la sexta ronda del NHL Draft 2010 (elección #151).
2. Elección según lo pactado el 3 de marzo de 2010, en el traspaso entre Pittsburgh Penguins y Toronto Maple Leafs. Toronto recibió a Chris Peluso a cambio de la sexta ronda del NHL Draft 2010 (elección #152).
3. Elección según lo pactado el 26 de junio de 2010, en el traspaso entre Atlanta Thrashers y New York Islanders. NY Islanders recibió la quinta ronda del NHL Draft 2011 (elección #127) a cambio de la sexta ronda de los NY Rangers del NHL Draft 2010 (elección #160) y la sexta ronda del NHL Draft 2010 (elección #155).
4. Elección según lo pactado el 26 de junio de 2010, en el traspaso entre New York Rangers y Carolina Hurricanes. Carolina recibió aBobby Sanguinetti a cambio de la segunda ronda del NHL Draft 2011 (elección #57) y la sexta ronda del NHL Draft 2010 (elección #157).
5. Elección según lo pactado el 26 de junio de 2010, en el traspaso entre Los Angeles Kings y Atlanta Thrashers. Atlanta recibió la sexta ronda del NHL Draft 2010 (elección #169) y la séptima ronda del NHL Draft 2010 (elección #199) a cambio de la sexta ronda del NHL Draft 2010 (elección #158).
6. Elección según lo pactado el 26 de junio de 2010, en el traspaso entre Atlanta Trashers y New York Islanders.  NY Islanders recibió la quinta ronda del NHL Draft 2011 (elección #127) a cambio de la sexta ronda del NHL Draft 2010 (elección #155) y la sexta ronda de los NY Rangers del NHL Draft 2010 (elección #160).
Previamente, y según lo pactado el 25 de mayo de 2010, en el traspaso entre New York Islanders y New York Rangers. NY Rangers recibió a Jyri Niemi a cambio de la sexta ronda del NHL Draft 2010 (elección #160).
7. Elección según lo pactado el 14 de diciembre de 2008, en el traspaso entre Anaheim Ducks y Dallas Stars. Dallas recibió a Brian Sutherby a cambio de David McIntyre y la sexta ronda del NHL Draft 2010 (elección #161).
8. Elección según lo pactado el 3 de marzo de 2010, en el traspaso entre Edmonton Oilers y Anaheim Ducks. Anaheim recibió aLubomir Visnovsky a cambio de Ryan Whitney y la sexta ronda del NHL Draft 2010 (elección #162).
9. Elección según lo pactado el 26 de junio de 2010, en el traspaso entre San Jose Sharks y Calgary Flames. Calgary recibió a Henrik Karlsson a cambio de la sexta ronda del NHL Draft 2010 (elección #163).
10. Elección según lo pactado el 27 de junio de 2009, en el traspaso entre Edmonton Oilers y Ottawa Senators. Ottawa recibió la séptima ronda del NHL Draft 2009 (elección #191) a cambio de la sexta ronda del NHL Draft 2010 (elección #166).
11. Elección según lo pactado el 3 de marzo de 2010, en el traspaso entre Carolina Hurricanes y Colorado Avalanche. Colorado recibió a Stephane Yelle y Harrison Reed a cambio de Cedric Lalonde-McNicoll y la sexta ronda del NHL Draft 2010 (elección #167).
12. Elección según lo pactado el 26 de junio de 2010, en el traspaso entre Atlanta Thrashers y Los Angeles Kings. Los Angeles recibió la sexta ronda del NHL Draft 2010 (elección #158) a cambio de la séptima ronda del NHL Draft 2010 (elección #199) y de la sexta ronda del NHL Draft 2010 (elección #169).
13. Elección según lo pactado el 3 de marzo de 2010, en el traspaso entre Vancouver Canucks y Phoenix Coyotes. Phoenix recibió a Mathieu Schneider a cambio de Sean Zimmerman y la sexta ronda del NHL Draft 2010 (elección #172).
14. Elección según lo pactado el 28 de mayo de 2010, en el traspaso entre Anaheim Ducks y Pittsburgh Penguins. Pittsburgh recibió a Mattias Modig a cambio de la sexta ronda del NHL Draft 2010 (elección #177).
Previamente, y según lo pactado el 27 de junio de 2009, en el traspaso entre Pittsburgh Penguins y Montreal Canadiens. Montreal recibió la séptima ronda del NHL Draft 2009 (elección #211) a cambio de la sexta ronda del NHL Draft 2010 (elección #177).
15. Elección según lo pactado el 8 de julio de 2009, en el traspaso entre Ottawa Senators y Dallas Stars. Dallas recibió a Alex Auld a cambio de la sexta ronda del NHL Draft 2010 (elección #178).
Previamente, y según lo pactado el 28 de junio de 2009, en el traspaso entre Dallas Stars y San Jose Sharks. San Jose recibió la séptima ronda del NHL Draft 2009 (elección #189) a cambio de la sexta ronda del NHL Draft 2010 (elección #178).

### Séptima Ronda
| Elección # | Jugador            | Nacionalidad   | Posición | Equipo destino                                       | Equipo origen                | Liga origen                           |
| ---------- | ------------------ | -------------- | -------- | ---------------------------------------------------- | ---------------------------- | ------------------------------------- |
| 181        | Kristians Pelss    | Letonia        | F        | Edmonton Oilers                                      | Dinamo Juniors Riga          | Belarusian Extraleague                |
| 182        | Josh Nicholls      | Canadá         | RW       | Toronto Maple Leafs                                  | Saskatoon Blades             | Western Hockey League                 |
| 183        | Ronald Boyd        | Estados Unidos | D        | Florida Panthers                                     | Cushing Academy              | United States High School-MA          |
| 184        | Martin Ouellette   | Canadá         | G        | Columbus Blue Jackets                                | Kimball Union Academy        | United States High School-NH          |
| 185        | Cody Rosen         | Canadá         | G        | New York Islanders                                   | Clarkson Golden Knights      | ECAC Hockey                           |
| 186        | Teigan Zahn        | Canadá         | D        | Tampa Bay Lightning                                  | Saskatoon Blades             | Western Hockey League                 |
| 187        | Frederik Andersen  | Dinamarca      | G        | Carolina Hurricanes                                  | Frederikshavn White Hawks    | AL-Bank Ligaen (Dinamarca)            |
| 188        | Lee Moffie         | Estados Unidos | D        | San Jose Sharks (desde Atlanta)1                     | Michigan Wolverines          | Central Collegiate Hockey Association |
| 189        | Dylan McKinlay     | Canadá         | RW       | Minnesota Wild                                       | Chilliwack Bruins            | Western Hockey League                 |
| 190        | Randy McNaught     | Canadá         | F        | New York Rangers                                     | Saskatoon Blades             | Western Hockey League                 |
| 191        | Macmillian Carruth | Estados Unidos | G        | Chicago Blackhawks (desde Dallas)2                   | Portland Winterhawks         | Western Hockey League                 |
| 192        | Brett Perlini      | Canadá         | RW       | Anaheim Ducks                                        | Michigan State Spartans      | Central Collegiate Hockey Association |
| 193        | Patrick Holland    | Canadá         | RW       | Calgary Flames                                       | Tri-City Americans           | Western Hockey League                 |
| 194        | David Elsner       | Alemania       | F        | Nashville Predators (desde St. Louis)3               | Landshut Cannibals           | 2nd Bundesliga (Alemania)             |
| 195        | Maxim Chudinov     | Rusia          | D        | Boston Bruins                                        | HC Severstal                 | Kontinental Hockey League (Rusia)     |
| 196        | Bryce Aneloski     | Estados Unidos | D        | Ottawa Senators                                      | Cedar Rapids RoughRiders     | United States Hockey League           |
| 197        | Luke Moffatt       | Estados Unidos | C        | Colorado Avalanche                                   | US National U-18 Team        | United States Hockey League           |
| 198        | Joonas Rask        | Finlandia      | C        | Nashville Predators                                  | Ilves                        | SM-liiga (Finlandia)                  |
| 199        | Peter Stoykewych   | Canadá         | D        | Atlanta Thrashers (desde Los Angeles)4               | Winnipeg South Blues         | Manitoba Junior Hockey League         |
| 200        | Chris Crane        | Estados Unidos | RW       | San Jose Sharks (from Pittsburgh)5                   | Green Bay Gamblers           | United States Hockey League           |
| 201        | Benjamin Marshall  | Estados Unidos | D        | Detroit Red Wings                                    | Mahtomedi Senior High School | United States High School-MN          |
| 202        | Kellen Jones       | Canadá         | F        | Edmonton Oilers (desde Phoenix vía Toronto)6         | Vernon Vipers                | British Columbia Hockey League        |
| 203        | Christian Isackson | Estados Unidos | RW       | Buffalo Sabres                                       | Saint Thomas Academy         | United States High School-MN          |
| 204        | Mauro Jorg         | Suiza          | LW       | New Jersey Devils                                    | HC Lugano                    | National League A (Suiza)             |
| 205        | Sawyer Hannay      | Canadá         | D        | Vancouver Canucks                                    | Halifax Mooseheads           | Quebec Major Junior Hockey League     |
| 206        | Ricard Blidstrand  | Suecia         | D        | Philadelphia Flyers (desde Carolina vía Washington)7 | AIK                          | J20 SuperElit (Suecia)                |
| 207        | John Westin        | Suecia         | LW       | Montreal Canadiens                                   | Modo Hockey                  | J20 SuperElit (Suecia)                |
| 208        | Riley Boychuk      | Canadá         | LW       | Buffalo Sabres (desde San Jose)8                     | Portland Winterhawks         | Western Hockey League                 |
| 209        | Brendan Ranford    | Canadá         | LW       | Philadelphia Flyers                                  | Kamloops Blazers             | Western Hockey League                 |
| 210        | Zach Trotman       | Estados Unidos | D        | Boston Bruins (desde Chicago)9                       | Lake Superior Lakers         | Central Collegiate Hockey Association |

#### Datos Séptima ronda
1. Elección según lo pactado el 23 de junio de 2010, en el traspaso entre San Jose Sharks y Atlanta Thrashers. Atlanta recibió futuras consideraciones a cambio de Michael Vernace, Brett Sterling y la séptima ronda del NHL Draft 2010 (elección #188).
2. Elección según lo pactado el 8 de octubre de 2008, en el traspaso entre Chicago Blackhawks y Dallas Stars. Dallas recibió a Doug Janik a cambio de la séptima ronda del NHL Draft 2010 (elección #191).
3. Elección según lo pactado el 27 de junio de 2009, en el traspaso entre Nashville Predators y St. Louis Blues. St. Louis recibió la séptima ronda del NHL Draft 2009 (elección #202) a cambio de la séptima ronda del NHL Draft 2010 (elección #194).
4. Elección según lo pactado el 26 de junio de 2010, en el traspaso entre Atlanta Thrashers y Los Angeles Kings. Los Angeles recibió la sexta ronda del NHL Draft 2010 (elección #158) a cambio de la sexta ronda del NHL Draft 2010 (elección #169) y la séptima ronda del NHL Draft 2010 (elección #199).
5. Elección según lo pactado el 26 de junio de 2010, en el traspaso entre San Jose Sharks y Pittsburgh Penguins. Pittsburgh recibió la séptima ronda del NHL Draft 2011 (elección #209) a cambio de la séptima ronda del NHL Draft 2010 (elección #200).
6. Elección según lo pactado el 26 de junio de 2010, en el traspaso entre Edmonton Oilers y Toronto Maple Leafs. Toronto recibió la sexta ronda del NHL Draft 2011 (elección #152) a cambio de la séptima ronda del NHL Draft 2010 (elección #202).
Previamente, y según lo pactado el 3 de marzo de 2010, en el traspaso entre Toronto Maple Leafs y Phoenix Coyotes. Phoenix recibió a Lee Stempniak a cambio de Matt Jones, la cuarta ronda del NHL Draft 2010 (elección #112) y la séptima ronda del NHL Draft 2010 (elección #202).
7. Elección según lo pactado el 26 de junio de 2010, en el traspaso entre Philadelphia Flyers y Carolina Hurricanes. Carolina recibió aJon Matsumoto a cambio de la séptima ronda del NHL Draft 2010 (elección #206).
Previamente, y según lo pactado el 3 de marzo de 2010, en el traspaso entre Carolina Hurricanes y Washington Capitals. Washington recibió a Scott Walker a cambio de la séptima ronda del NHL Draft 2010 (elección #206).
8. Elección según lo pactado el 4 de julio de 2008, en el traspaso entre Buffalo Sabres y San Jose Sharks. San Jose recibió la segunda ronda del NHL Draft 2009 (elección #43) y la segunda ronda del NHL Draft 2010 (elección #53) a cambio de Craig Rivet y la séptima ronda del NHL Draft 2010 (elección #208).
9. Elección según lo pactado el 26 de junio de 2010, en el traspaso entre Boston Bruins y Chicago Blackhawks. Chicago recibió la séptima ronda del NHL Draft 2011 (elección #211) a cambio de la séptima ronda del NHL Draft 2010 (elección #210).
- Datos: Q1464820
- Multimedia: 2010 NHL Entry Draft / Q1464820